# Rudolf Hampel
Rudolf Hampel (4. září 1867 Polubný – 25. února 1935 Frýdlant) byl frýdlantský projektant a stavitel, který tvořil svá díla ve zdejším regionu na severu Libereckého kraje České republiky. Byl považován za znalce dějin Frýdlantu a jeho zámku.

## Dílo
- škola v Raspenavě (1901)[5]
- památkově chráněný[6] kostel Krista Spasitele ve Frýdlantě (1902–1904)[7]
- památkově chráněný[8] kostel v Raspenavě (1906–1907)[9]
- rozhledna ve Frýdlantě (1906–1907)[10]
- památkově chráněná[11] secesní Glückova vila ve Frýdlantu (1909–1910)[3]
- památkově chráněný[12] evangelický kostel v Novém Městě pod Smrkem (1911–1912)[13]
- Vila Emila Simona v Hejnicích (1921)[14]
- stavební úpravy Zámeckého pivovaru Frýdlant (1929–1930)[15]

### Galerie
Ukázky Hamplova díla:

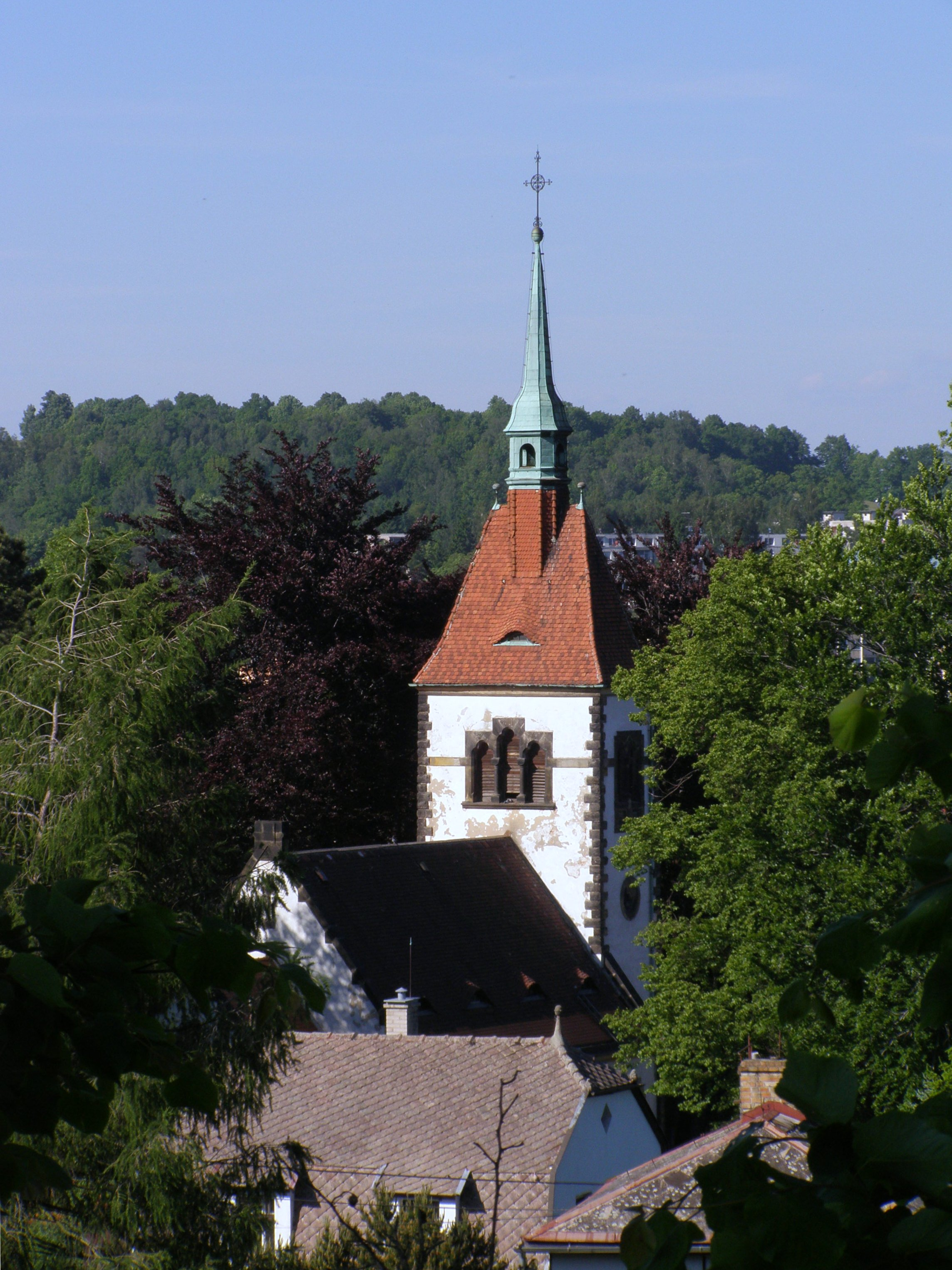
Kostel Krista Spasitele
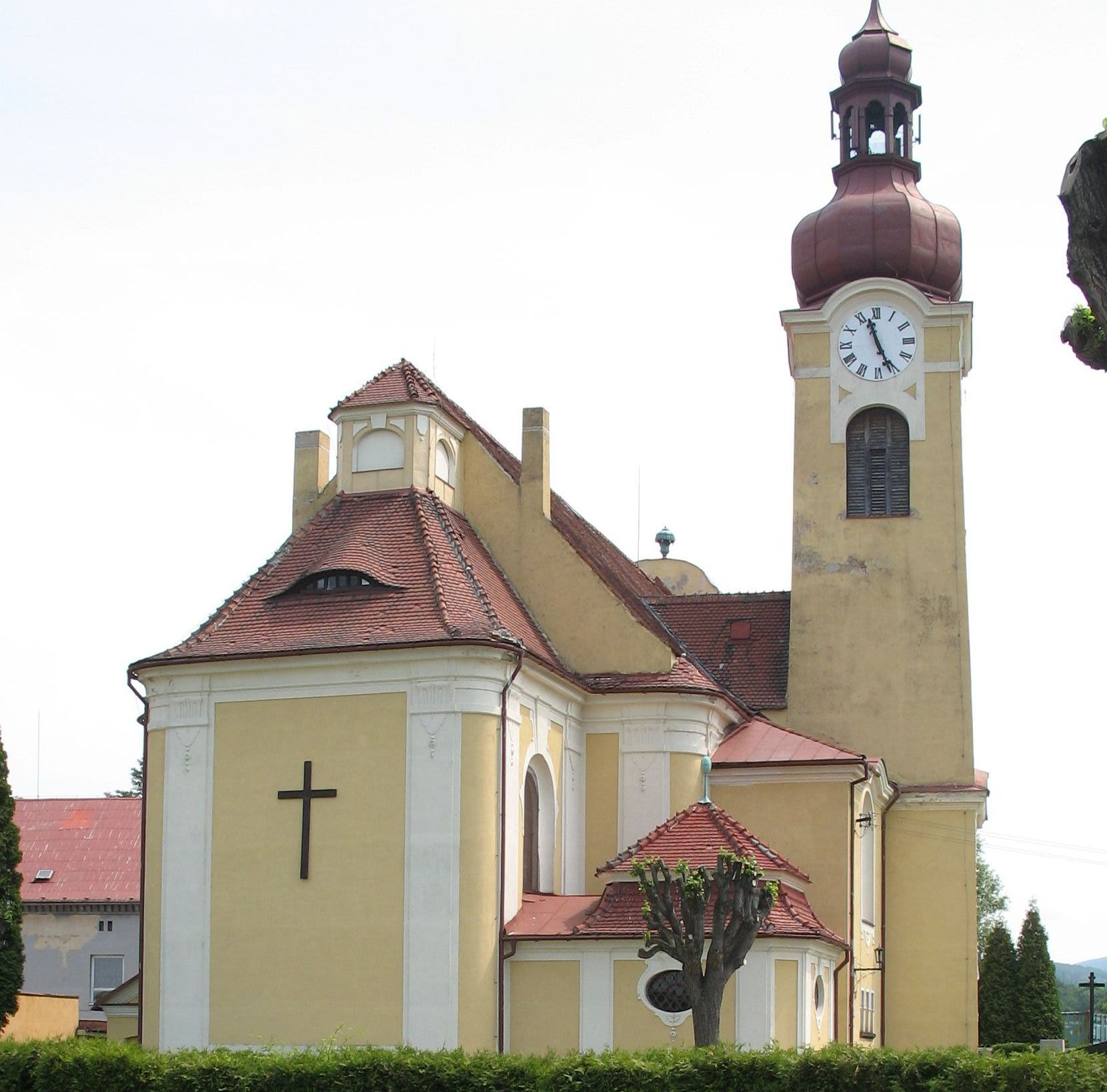
Kostel v Raspenavě
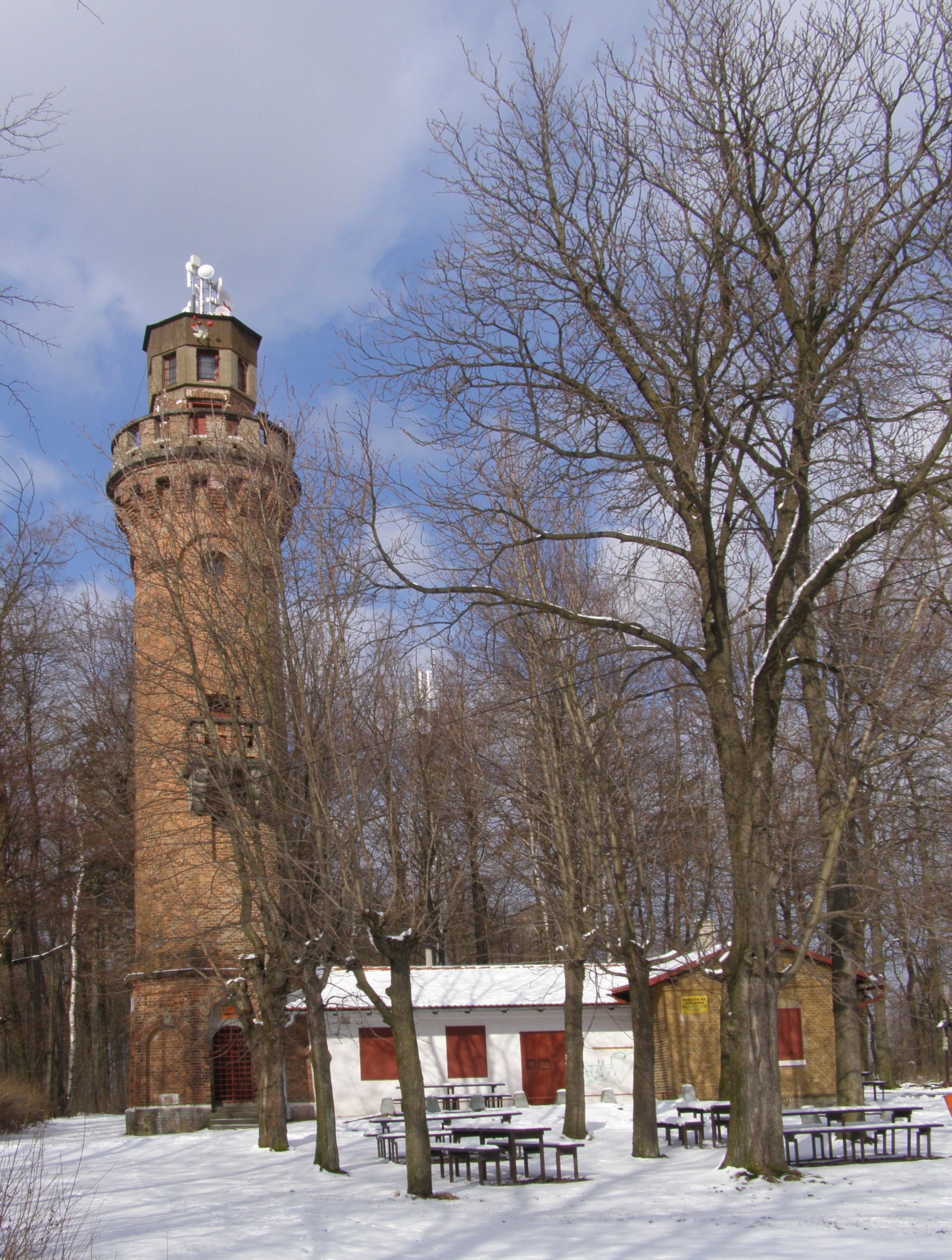
Frýdlantská rozhledna
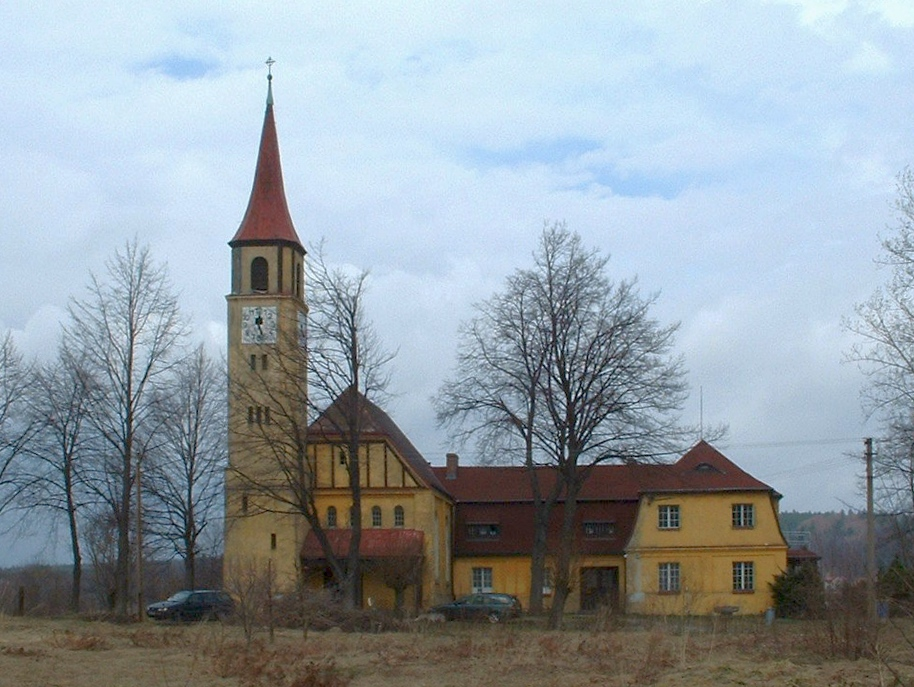
Novoměstský evangelický kostel